# 百丽岛 (佛罗里达州)
百丽岛（英語：Belle Isle），是美国佛罗里达州下属的一座城市。建立于1924年。面积约为12平方公里（约合4.6平方英里）。根据2010年美国人口普查，该市有人口5,988人。论人口在本州排行第199。